# Belloy-sur-Somme Communal Cemetery
Belloy-sur-Somme Communal Cemetery is een begraafplaats gelegen in de Franse plaats Belloy-sur-Somme (Somme). De militaire graven worden onderhouden door de Commonwealth War Graves Commission.
De begraafplaats telt 1 geïdentificeerd Gemenebest graf uit de Tweede Wereldoorlog.